# 1953 aux États-Unis
Pour des articles plus généraux, voir Chronologie des États-Unis et 1953.
Chronologie des États-Unis
- 1949
- 1950
- 1951
- 1952
- 1953
- 1954
- 1955
- 1956
- 1957

Cette page concerne des événements d'actualité qui se sont produits durant l'année 1953 du calendrier grégorien aux États-Unis.

## Gouvernement
- Président :
- Vice-président :
- Secrétaire d'État :
- Chambre des représentants - Président

## Événements
- 7 janvier : le président Harry Truman révèle que les États-Unis possèdent la bombe H quelques jours avant de terminer son mandat à la présidence. Il prévient qu’une guerre entraînerait la destruction de l’URSS (Stratégie des représailles massives, 1953-1954). L’explosion moins d’un an après d’une bombe thermonucléaire soviétique inaugure l’ère de l’ « équilibre de la terreur ».
- 20 janvier : début de la présidence républicaine de Dwight D. Eisenhower aux États-Unis (fin en 1961)[1]. John Foster Dulles est nommé secrétaire d’État.
- L’Administration Eisenhower choisit la « voie moyenne » du « conservatisme progressiste ». Son premier cabinet, composé d'hommes d'affaires (huit millionnaires et un plombier), souhaite renouer avec le libéralisme économique quasi total, le gouvernement n’assurant que la stabilité monétaire. Il réussit à supprimer sans effets désastreux le contrôle des prix et des salaires dès les premiers mois, mais la récession qu’entraîne la fin de la guerre de Corée le contraint, devant l’ampleur du chômage (3,8 millions, 6 % de la population active), à des réductions fiscales peu compatibles avec son objectif d’équilibre budgétaire (3,1 milliards de déficit en 1953/1954, 4,2 milliards en 1954/1955).
- 22 février : Les intellectuels et les artistes continuent de dénoncer ce qu'ils considèrent comme une atteinte aux libertés. La pièce d'Arthur Miller, Les Sorcières de Salem, qui revient sur les procès en sorcellerie du XVIIe siècle, est comprise comme une critique des méthodes de McCarthy. Miller sera interrogé par le HUAC[2].
- 25 avril : dans la revue scientifique Nature, James Watson, un biologiste américain, et Francis Crick, un physicien britannique, décrivent pour la première fois la principe de l'acide désoxyribonucléique (ADN).
- 22 mai : promulgation de la loi sur les terres submergées . La gestion des ressources naturelles des eaux territoriales américaines devient la compétence exclusive du gouvernement fédéral.
- 19 juin : exécution des époux Rosenberg, malgré une protestation internationale.
- 1er juillet : 2,7 % de chômeurs
- 7 août : le président Eisenhower autorise 214 000 réfugiés à s'installer aux États-Unis.
- 19 août : opération Ajax. La CIA soutient le renversement, avec l'aide du Royaume-Uni, du gouvernement du premier ministre iranien Mohammad Mossadegh.
- 27 juillet : armistice en Corée consacrant le statu quo ante. 30 000 soldats américains ont été tués et 115 000 ont été blessés.
- 1er octobre : Nomination de Earl Warren à la Cour Suprême. Ce juriste de profession sera l'instigateur d'un important activisme judiciaire de la part de la Cour, particulièrement dans le domaine de la protection des droits et libertés. Les années que Warren (1953 à 1969) exercera en tant que juge bouleverseront profondément les vieilles traditions des États du Sud, mais plus globalement les fondements de la société américaine en général.
- Novembre : retrait des forces onusiennes de la Corée, création d'une force américaine de 50 000 hommes destinée à prévenir toute invasion du Nord
- 8 décembre : discours d'Eisenhower sur les Atoms for Peace à l'assemblée générale des Nations unies. Le budget militaire du pays est réorienté vers le développement des bombes atomiques et missiles intercontinentaux pour limiter les risques de conflits (Équilibre de la terreur).
- 14 décembre : John Foster Dulles annonce une révision de la politique étrangère américaine si la CED n'est pas ratifiée.

## Économie et société
- La majeure partie de l’aide des États-Unis se dirige vers les pays en voie de développement (23 milliards de dollars sur 27 de 1953 à 1961).
- 2,8 % de chômeurs
- 1,0 % d'inflation
- Les dépenses militaires sont ramenées à 45 milliards de dollars.
- Bilan de la guerre de Corée
  - Les États-Unis ont consacré 10 % de leur PIB (50 milliards $) au conflit
  - 2 millions d'hommes ont participé au conflit
  - Après la forte démobilisation de la fin de la Seconde Guerre mondiale, les forces armées américaines sont remontées à 3,5 millions d'hommes au plus fort de la guerre
  - 36 000 tués
  - 95 000 blessés
  - 450 000 tonnes de bombes larguées par l'US Air Force
- Budget fédéral :
  - recettes fédérales de 69,6 milliards de dollars
  - dépenses fédérales de 76,1 milliards de dollars
  - déficit de 6,5 milliards de dollars
- Démobilisation partielle des forces américaines, dont les effectifs diminuent à 2,5 millions d'hommes.
- Le MAAG prend en charge 41 % du coût du conflit indochinois, qui oppose la France au Vietminh. Le montant de l'aide militaire atteint 785 millions de dollars.
- Les Big Three (General Motors, Ford et Chrysler) représentent 93 % du marché américain de l'automobile.

## Naissances en 1953
- 20 octobre : Bill Nunn, acteur américain († 24 septembre 2016).
- 25 novembre : Darlanne Fluegel, actrice américaine († 15 décembre 2017).